# Viúva-do-brejo
Bispo-dos-pântanos, bispo-do-pântano ou viúva-do-brejo (Euplectes hartlaubi) é uma espécie de ave da família Ploceidae.
Pode ser encontrada nos seguintes países: Angola, Camarões, República do Congo, República Democrática do Congo, Gabão, Quénia, Nigéria, Tanzânia, Uganda e Zâmbia.